# Raorchestes travancoricus
Espèce
Synonymes
- Ixalus travancoricus Boulenger, 1891
- Philautus travancoricus (Boulenger, 1891)
- Pseudophilautus travancoricus (Boulenger, 1891)

Statut de conservation UICN

 EN B2ab(iii) : En danger
Raorchestes travancoricus est une espèce d'amphibiens de la famille des Rhacophoridae. Cette espèce considérée comme éteinte a été redécouverte en 2004.

## Répartition
Cette espèce est endémique du Tamil Nadu en Inde. Elle se rencontrait dans le sud des Ghâts occidentaux.

## Description
Cette espèce n'est connue que par son holotype, une femelle mesurant 29,8 mm (décrite par Boulenger comme faisant 31 mm).

## Publication originale
- Boulenger, 1891 : On new or little-known Indian and Malayan Reptiles and Batrachians. Annals and Magazine of Natural History, ser. 6, vol. 8, p. 288-292 (texte intégral).